# Quartier des étangs d'Ixelles
Ne doit pas être confondu avec Quartier des Étangs.

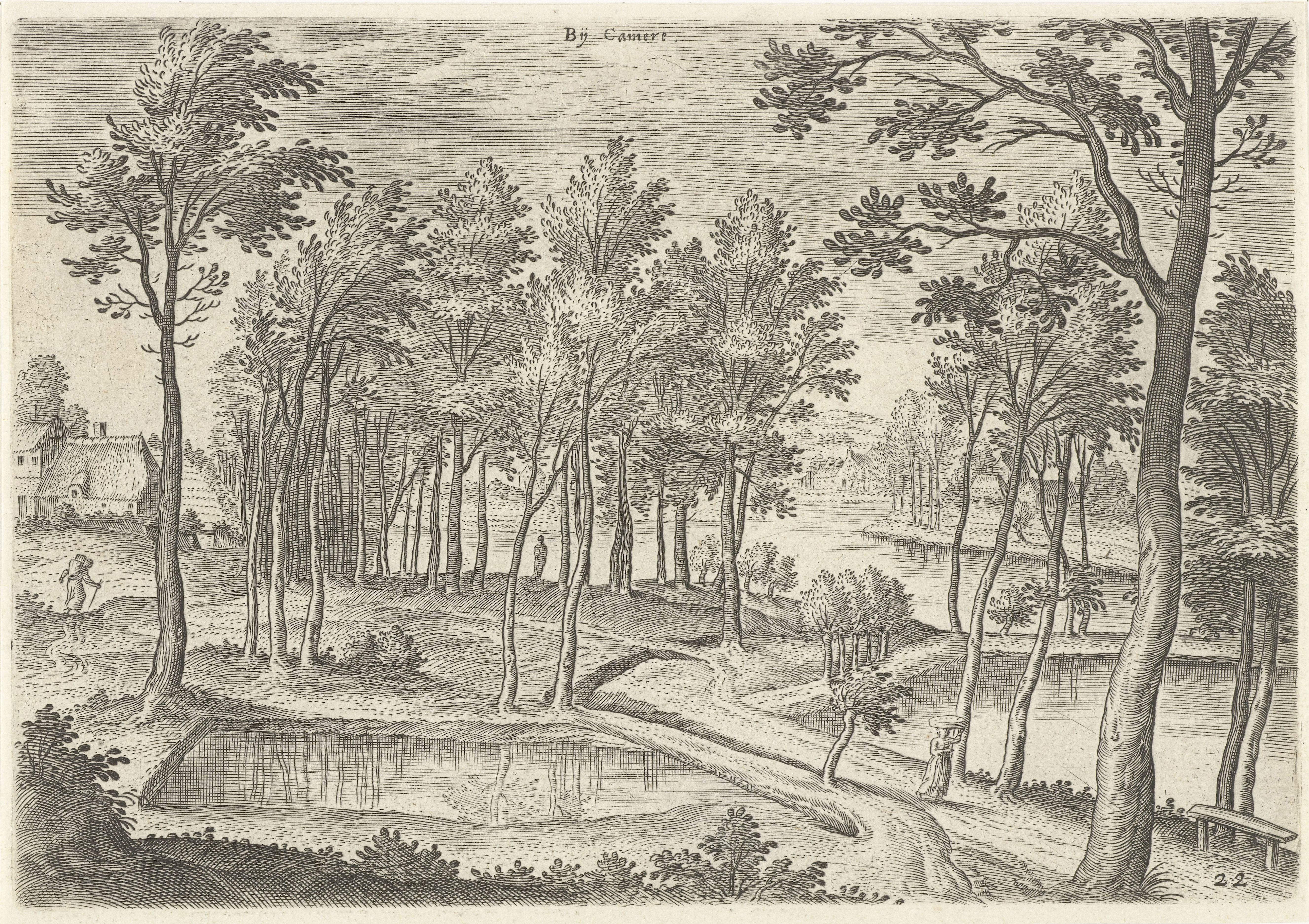
Gravure des viviers de la Cambre au XVIe siècle par Hans Collaert, Hans Bol, Jacob Grimmer, 1530 - 1580

Le quartier des étangs d'Ixelles est un quartier de la commune d'Ixelles (Région de Bruxelles-Capitale), en Belgique. Il est celui du site des anciens viviers de l'abbaye de la Cambre et offre aujourd'hui un panorama de l'architecture du milieu du XIXe siècle à l'immédiat après-guerre.

## Immeubles
- Maisons jumelées Art nouveau, avenue du général de Gaulle 38-39 (Ernest Blerot, 1904)[2]

- Résidence Belle-Vue (Stanislas Jasinski et Jean-Florian Collin, 1935-1938

- Le Tonneau (Stanislas Jasinski et Jean-Florian Collin, 1938-1940)

- Immeuble La Cascade (René Ajoux, 1939-1940)[3],[2],[4],[5]

- Résidence Val du Roi (Lucien-Jacques Baucher, 1965-1967)

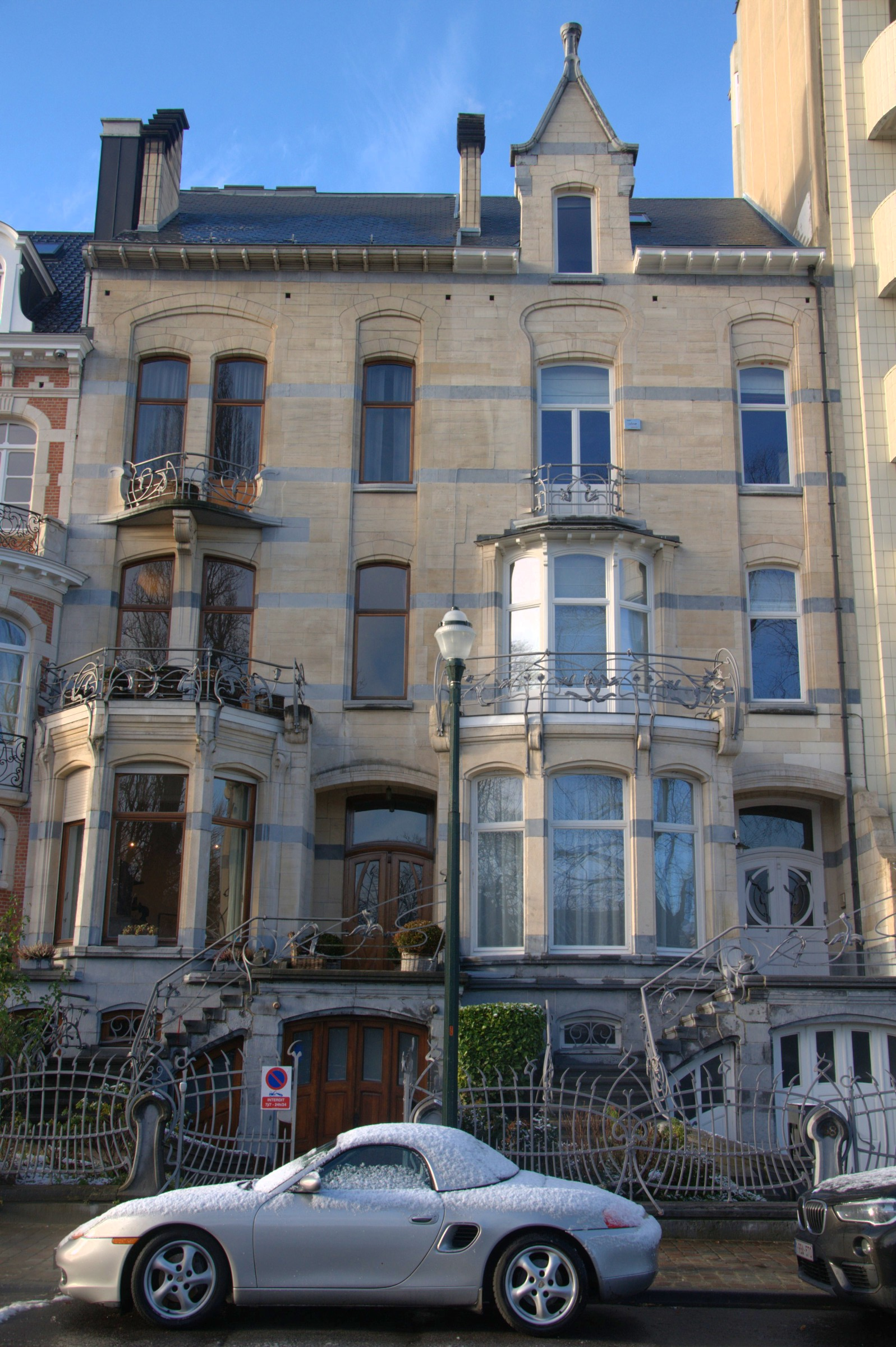
Maisons Art nouveau.
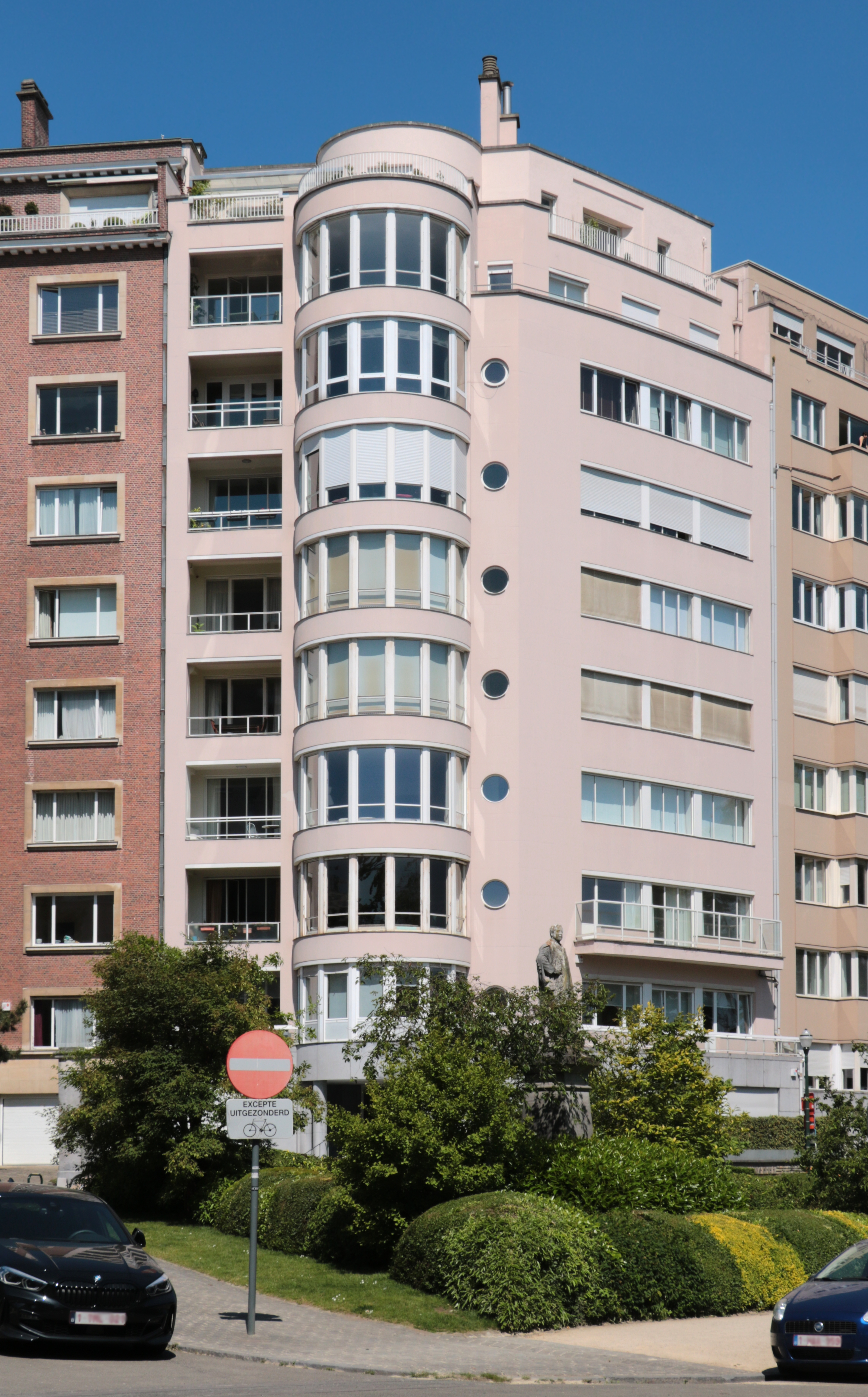
Résidence Belle-Vue.
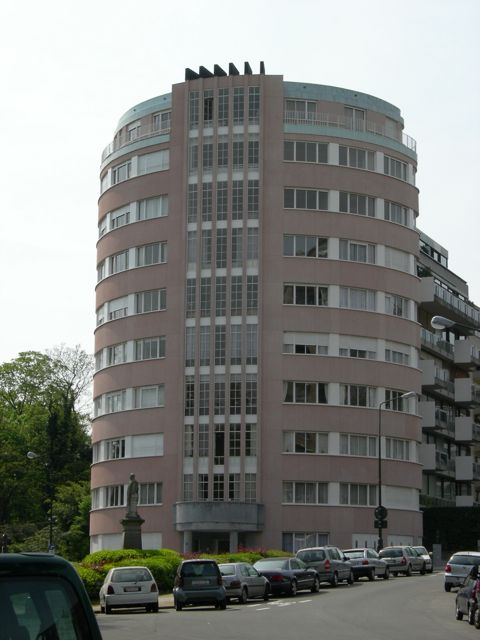
Le Tonneau.
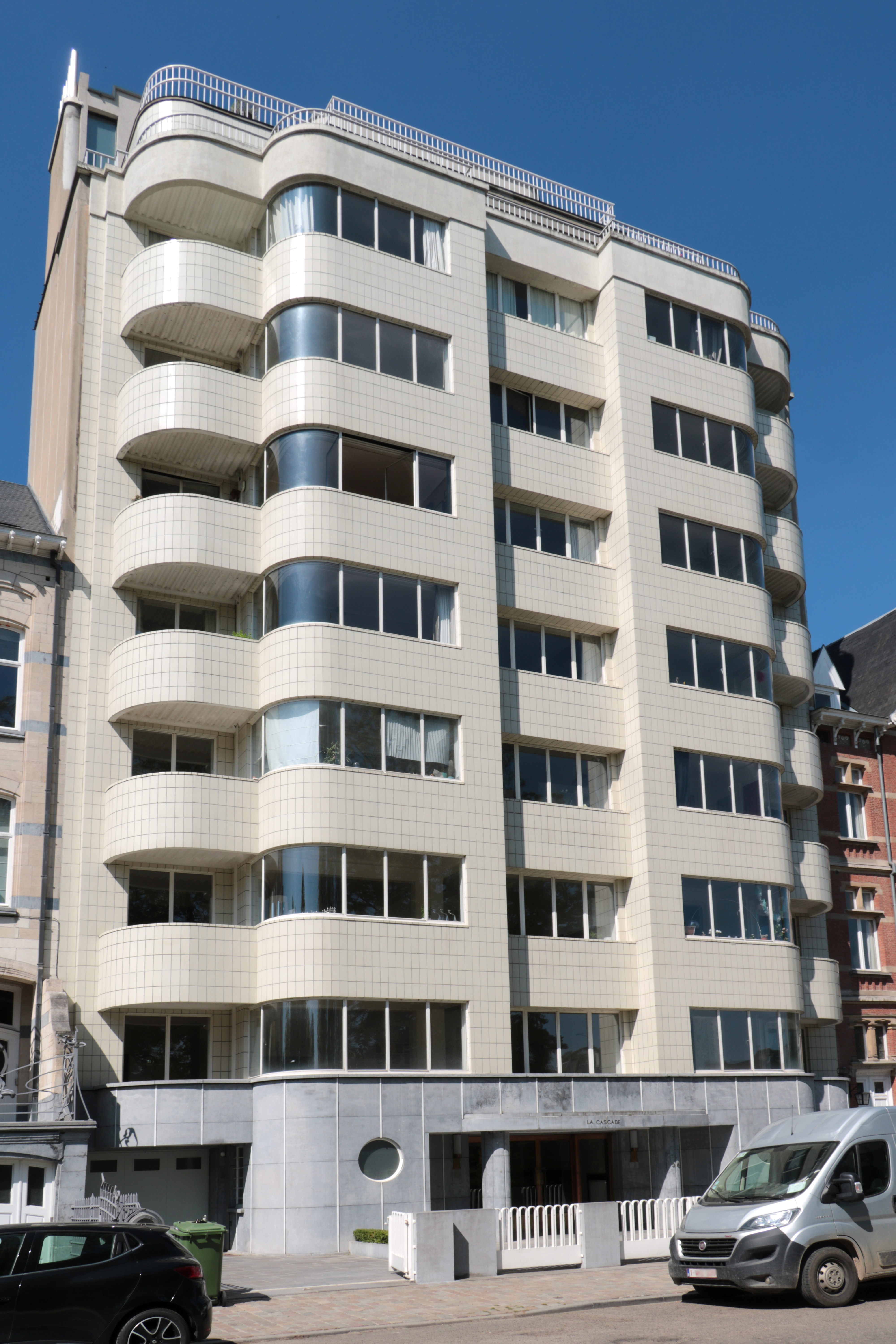
Immeuble La Cascade.

## Monuments et sculptures

### Monuments
- Le monument Charles De Coster – Charles Samuel (1862-1938) et Frans De Vestel (1857-1932)
- Mémorial aux civils et soldats ixellois morts pour la patrie – Charles Samuel (1862-1938) et Marcel Rau (1886-1966)

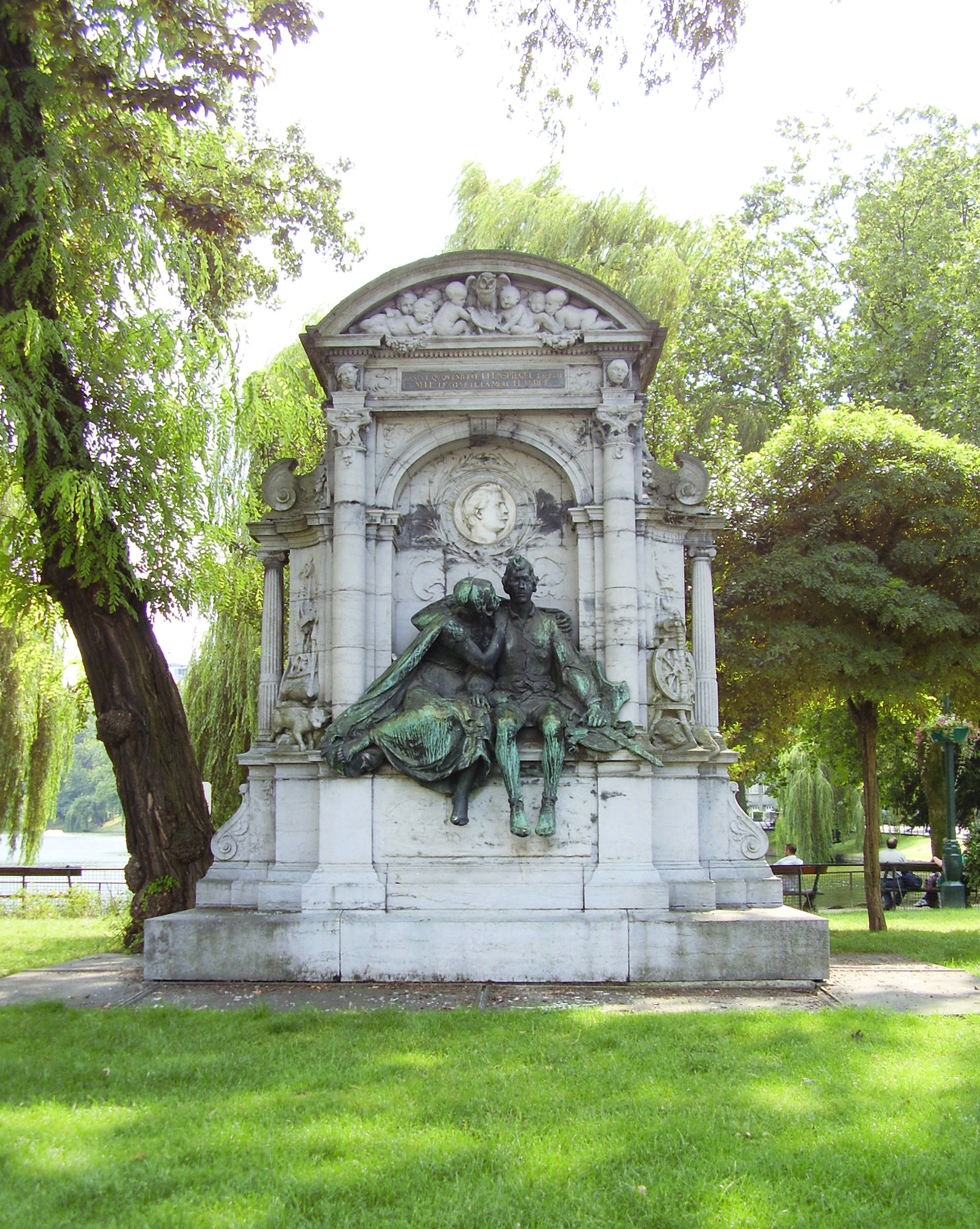
Le monument Charles Decoster – Charles Samuel (1862-1938) et Frans De Vestel (1857-1932).
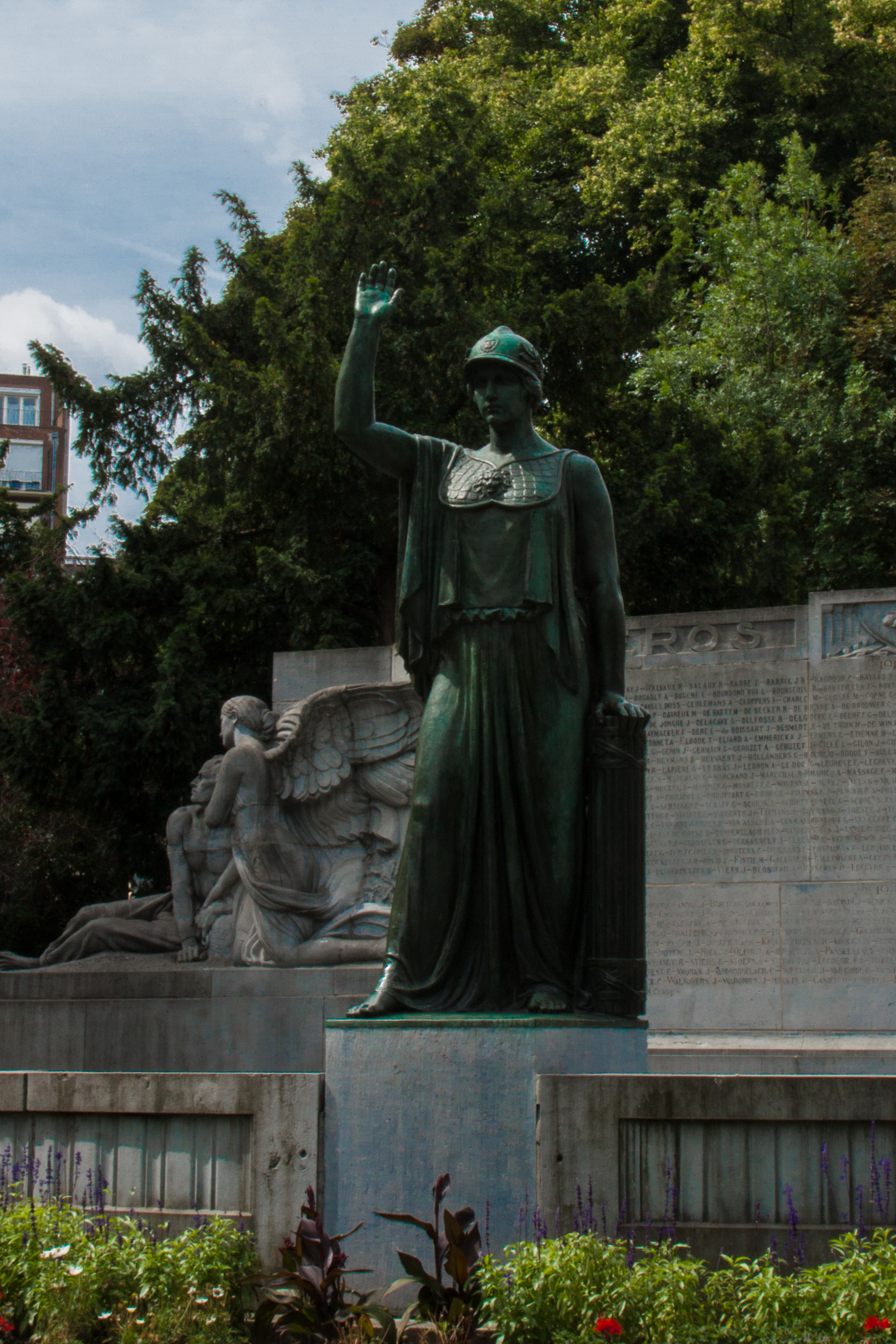
Mémorial aux civils et soldats ixellois morts pour la patrie

### Sculptures
- La Danse – Jules Herbays (1866-1940)
- Monument aux pionniers coloniaux d'Ixelles – Marcel Rau (1886-1966)

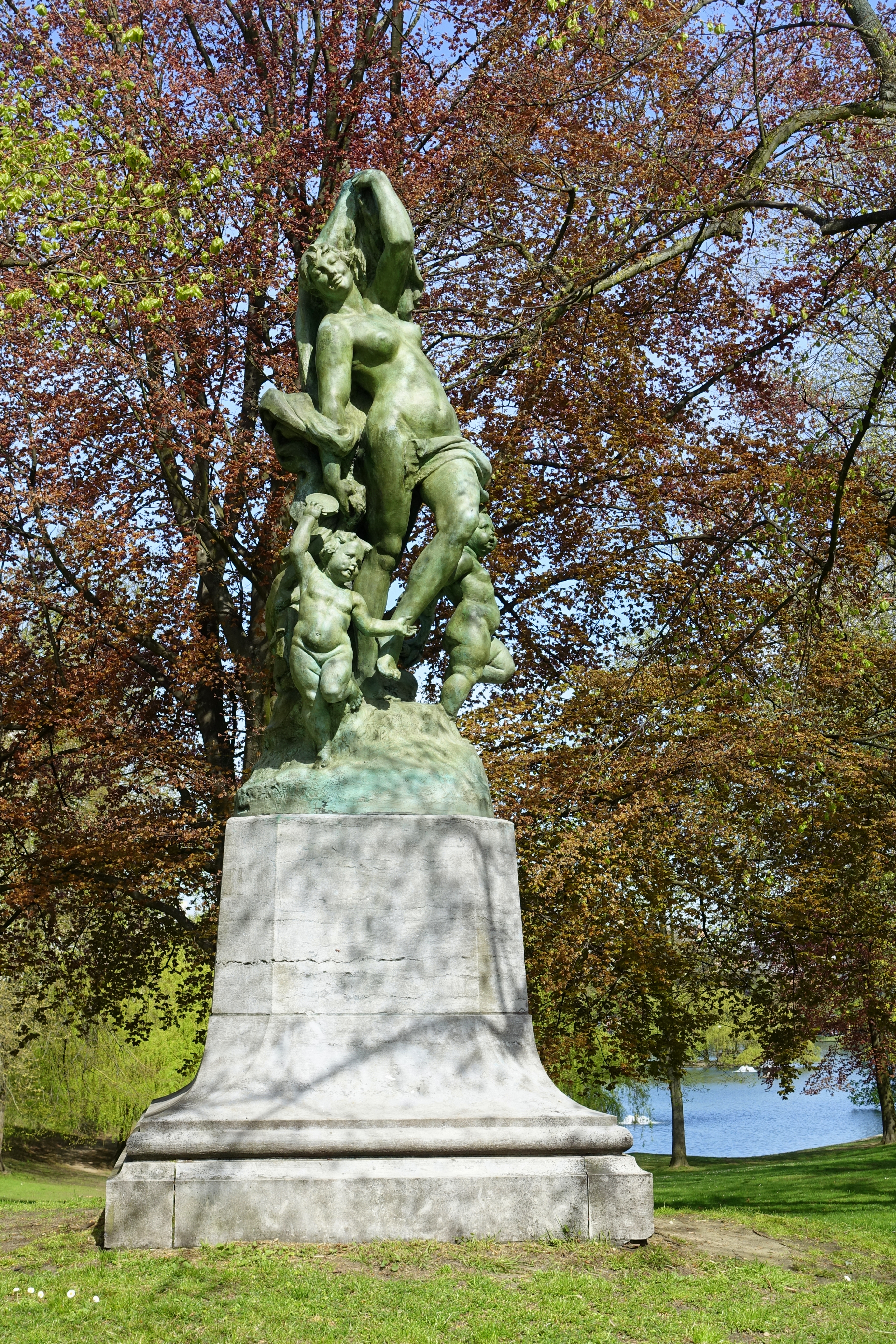
La Danse
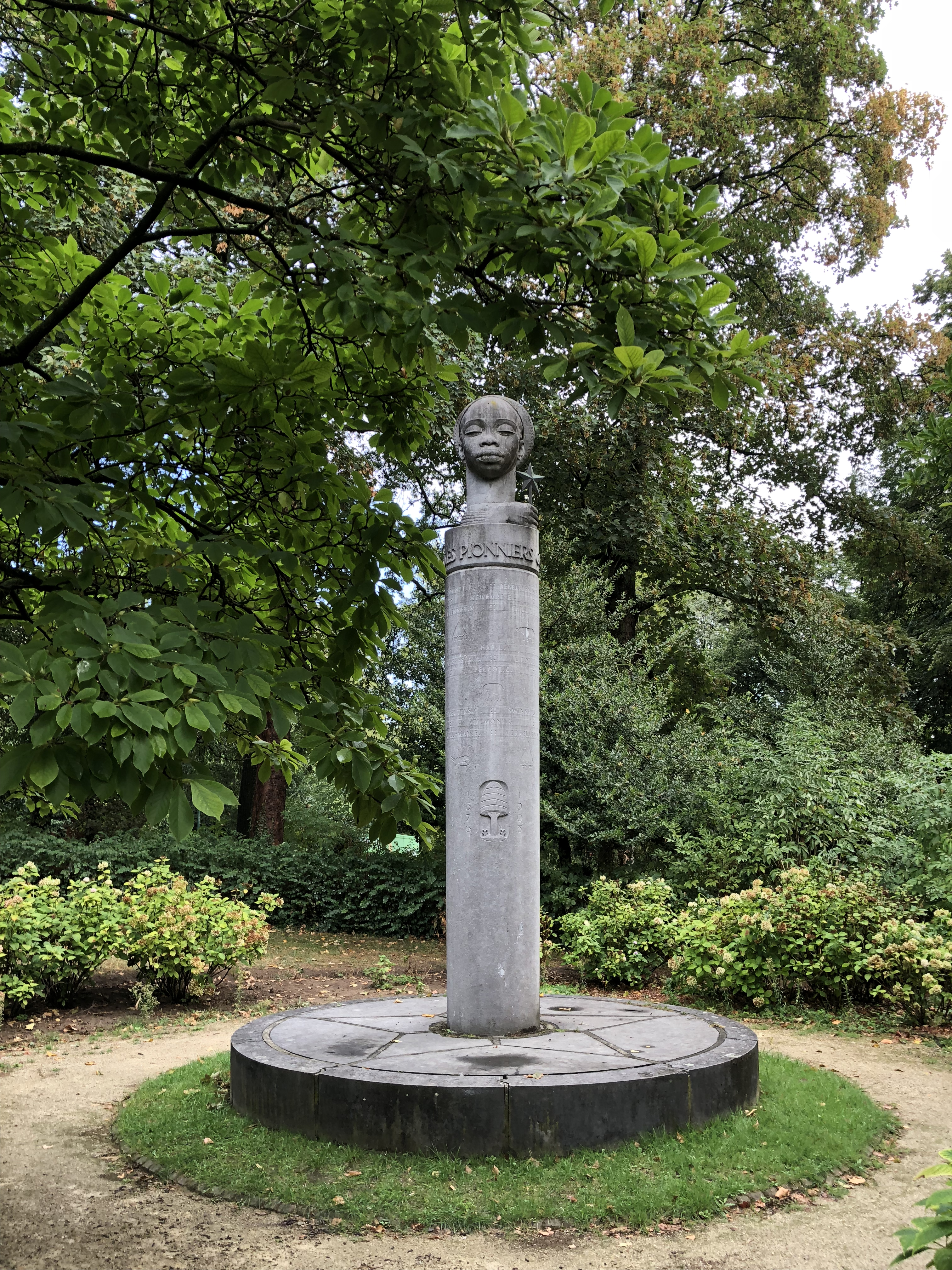
Ixelles à ses pionniers coloniaux